# Hopf (Familienname)
Hopf ist eine Variante des Familiennamens Höpfner.

## Herkunft des Namens
Ein Hopfner betrieb im Mittelalter den Beruf des Hopfenbauers, Hopfenhändlers oder hatte auf andere Weise etwas mit Hopfen zu tun.

## Häufigkeit
In der Variante Hopf kommt der Name überwiegend in Mitteldeutschland vor und gehört zu den überdurchschnittlich häufig vorkommenden Familiennamen.

## Namensträger

### A
- Adolf Hopf (1923–2011), deutscher Neurologe, Psychiater und Hochschullehrer
- Albert Hopf (1815–1885), deutscher Karikaturist und Satiriker
- Alice Lightner Hopf (1904–1988), US-amerikanische Schriftstellerin
- Andreas Hopf (Pseudonyme Anette Kleine, Felizitas Schnurre, Winnie Wedel; 1940–2000), deutscher Verleger und Schriftsteller
- Angela Hopf (eigentlich Margrit-Angela Hopf-von Denffer, genannt Maxie; * 1941), deutsche Malerin, Autorin, Herausgeberin, Cartoon-Schöpferin und Illustratorin
- Anna Hopf (* 1974), deutsche Medizinerin und Hochschullehrerin, siehe Anna Köttgen
- Annie Stebler-Hopf (1861–1918), Schweizer Malerin
- Anton Hopf (1910–1994), deutscher Orthopäde und Hochschullehrer

### B
- Barbara Hopf (1944–1988), deutsche Berufs- und Wirtschaftspädagogin
- Beate Hopf (* 1943/1944), deutsche Fernsehassistentin

### C
- Carl Friedrich Hopf (1811–1892), deutscher Geigenbauer
- Caspar Hopf (1650–1711), sächsischer Geigenbauer
- Christel Hopf (1942–2008), deutsche Soziologin

### D
- Dieter Hopf (* 1936), deutscher Gitarrenbauer; siehe Hopf (Gitarrenbauer)
- Diether Hopf (* 1933), deutscher Pädagoge und Hochschullehrer

### E
- Eberhard Hopf (1902–1983), österreichisch-US-amerikanischer Mathematiker
- Eduard Hopf (Baumeister) (1856–1931), Schweizer Ingenieur, Baumeister, Lokal- und Kunsthistoriker sowie Museumsgründer
- Eduard Hopf (1901–1973), deutscher Maler
- Erkki Hopf (* 1964), deutscher Schauspieler
- Ernst Hopf (1862–1948), Bürgermeister von Eberswalde von 1895 bis 1928
- Eugen Hopf (1827–?), württembergischer Landtagsabgeordneter

### F
- Franz Hopf (1807–1887), deutscher Politiker, evangelischer Pfarrer, Redakteur und Landtagsabgeordneter
- Fred Hopf (1875–1943), Schweizer Maler
- Friedrich Hopf (Baumeister) (1818–1887), Schweizer Baumeister
- Friedrich Hopf (Politiker) (1834–1912), deutscher Politiker, zweiter Bürgermeister von Arnstadt
- Friedrich Eugen Hopf (1870–1944), deutscher Dermatologe und Politiker (Alldeutscher Verband, DNVP)
- Friedrich Wilhelm Hopf (1910–1982), deutscher Missionsdirektor
- Fritz Hopf (1907–1999), deutscher Ingenieur, Unternehmer und Mäzen
- Fritz Hopf (Politiker) (1920–1997), deutscher Landwirt und Politiker (LDPD)

### G
- Georg Hopf (Journalist) (1940/1941–1985), deutscher Journalist und Fernsehmoderator
- Georg Leonhard Hopf (1799–1844), deutscher Brauer
- Gerhard Hopf (* 1946), deutscher Fotograf
- Gertraud Hopf (1920–2008), österreichische Opernsängerin (Sopran)
- Gustav Hopf (Versicherungsmanager) (1808–1872), deutscher Versicherungskaufmann
- Gustav Hopf (Mediziner) (1900–1979), deutscher Dermatologe und Ärztefunktionär

### H
- Hannes Hopf (1968–2007), deutscher Neodadaist und Lyriker
- Hanns Christian Hopf (1934–2013), Neurophysiologe
- Hans Hopf (Sänger) (1916–1993), deutscher Heldentenor
- Hans Hopf (Psychoanalytiker) (* 1942), deutscher analytischer Kinder- und Jugendlichen-Psychotherapeut
- Heinrich Hopf (1869–1929), deutscher Politiker (SPD)
- Heinrich Friedrich Hopf (1754–1825), Publizist, Fabrikant und Freimaurer in Brünn
- Heinz Hopf (1894–1971), deutsch-schweizerischer Mathematiker
- Helmuth Hopf (1932–1990), deutscher Musikpädagoge und Hochschullehrer
- Henning Hopf (* 1940), deutscher Chemiker
- Herbert Hopf (* 1939/1940), deutscher Hochspringer, Sportwissenschaftler und Hochschullehrer
- Heribert Hopf (* 1936), deutscher Schriftsteller
- Hermann Hopf (Cellist) (1871–1930), deutscher Cellist
- Hermann Hopf (Mediziner) (1874–1930), Schweizer Röntgenologe

### I
- Immanuel Hopf (1838–1924), deutscher Mediziner; veröffentlichte unter dem Pseudonym Philander medizinische und anthropologische Märchen; siehe Ludwig Hopf (Mediziner)

### J
- Jens-Max Hopf (* 1964), deutscher Neurologe und Hochschullehrer für Kognitive Neurophysiologie
- Johann Hopf (Komponist) (1826–1886), Kapellmeister und Komponist
- Johann Samuel Hopf (1784–1830), Schweizer Pädagoge
- Johannes Hopf (* 1987), schwedischer Fußballtorhüter
- Josef Hopf (1894–1993), deutscher Mechaniker und Rennleiter
- Judith Hopf (* 1969), deutsche Künstlerin
- Julius Hopf (1839–1886), deutscher Jurist und Politiker

### K
- Karl Hopf (1832–1873), deutscher Historiker und Byzantinist
- Karl Hopf (Serienmörder) (1863–1914), deutscher Serienmörder und Fechtmeister
- Kurt Hopf (* 1952), deutscher Lehrer und Astronom, siehe (73670) Kurthopf

### L
- Lothar Hopf, deutscher Nordischer Kombinierer
- Ludwig Hopf (Mediziner) (1838–1924), deutscher Mediziner und Schriftsteller
- Ludwig Hopf (Mathematiker) (1884–1939), deutscher Mathematiker und Physiker

### M
- Manon Hopf (* 1990), deutsche Lyrikerin
- Maria Hopf (1914–2008), deutsche Archäo- und Ethnobotanikerin
- Martin Hopf (* 1969), deutscher Physiker, Didaktiker und Hochschullehrer
- Max Hopf (1902–1980), Schweizer Arzt und Schriftsteller
- Michaela Hopf (* 1979), deutsche Erziehungswissenschaftlerin und Hochschullehrerin

### O
- Otto Hopf (1855–1927), Schweizer Pfarrer und Dialektforscher

### P
- Paul Hopf (1875–1939), Oberbürgermeister der Stadt Elberfeld
- Pauline Hopf (1914–2007), deutsche Richterin am Bundesverwaltungsgericht
- Pepi Hopf (* 1970), österreichischer Kabarettist
- Peter Hopf (1937–2004), deutscher Maler, Kulturamtsleiter und Kunstsammler
- Philipp Heinrich Hopf (1747–1804), deutscher Mathematiker, Physiker und Gymnasialrektor

### R
- Richard Hopf (1898–1988), deutscher Spielzeugfabrikant
- Rinaldo Hopf (* 1955), deutscher Künstler und Fotograf
- Rolf Hopf (Funktionär) (1924–1997), deutscher Berufsgenossenschaftsfunktionär
- Rolf Hopf (Künstler) (1938–2021), deutscher Maler und Zeichner
- Rudolf Hopf (* 1943), deutscher Radrennfahrer

### T
- Theodor Hopf (1918–2008), deutscher Brigadegeneral

### V
- Volkmar Hopf (1906–1997), Jurist im Nationalsozialismus und Präsident des Bundesrechnungshofes

### W
- Werner Hopf († 1953), US-amerikanischer Filmtechniker und Erfinder
- Wilhelm Hopf (Pfarrer) (1842–1921), deutscher Pfarrer und Biograf
- Wilhelm Hopf (Architekt) (1849–1922), Schweizer Architekt, Bauunternehmer und Museumsgründer
- Wilhelm Hopf (Bibliothekar) (1876–1962), deutscher Bibliothekar
- Wilhelm Hopf (Verleger) (* 1949), deutscher Verlagsgründer

### Y
- Yvonne Hopf (* 1977/78), deutsche Schwimmerin und Paralympionikin

Siehe auch:
- Hopff
- Hopf (Gitarrenbauer), deutsche Musikinstrumentenbauer
- Verlag Peter Hopf